# Heinz Scholten

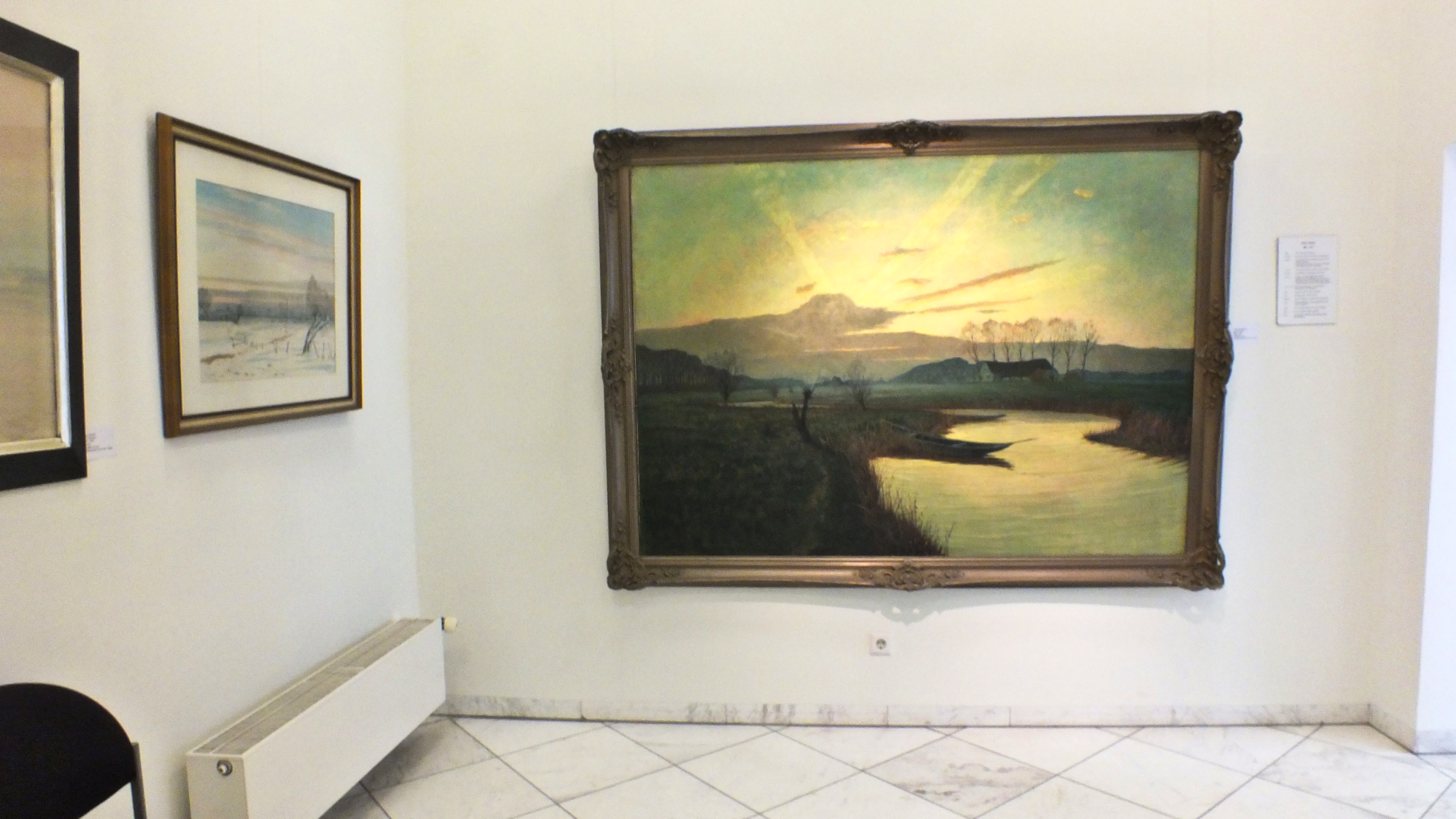
Zwei Bilder von Heinz Scholten im Koenraad-Bosman-Museum, Rees

Heinrich Karl Franz Scholten, Rufname Heinz oder Hein Scholten (* 8. Mai 1894 in Rees; † 16. Oktober 1967 ebenda), war ein deutscher Landschaftsmaler.

## Leben
Scholten, der Sohn eines Brauereibesitzers, wuchs im Haus Markt 18 in Rees auf und begann in seiner Gymnasialzeit in Andernach zu malen. Eine erste künstlerische Ausbildung erhielt er 1912/1913 durch den Landschaftsmaler Ernst Isselmann in Rees. Neben einer kaufmännischen Ausbildung in Neuss besuchte er, später auch mit Erlaubnis seines Chefs, bis 1914 die Kunstakademie Düsseldorf. Im Ersten Weltkrieg war er Leutnant der Reserve an der Westfront. Als solcher wurde er mehrfach verwundet, zuletzt auch verschüttet, was bleibende Kopfschmerzen zur Folge hatte. 1919 setzte er das Kunststudium an den Akademien von Amsterdam und Leiden fort. In den Jahren 1921/1922 studierte er an der Kunstakademie Berlin. Dort war Paul Vorgang sein Lehrer.
Mit seinen Malerfreunden Paul Biesemann, Piet Leysing und Bernd Schulte unternahm er Studienreisen nach Ostfriesland, in den Taunus, in die Eifel und in den Westerwald sowie an den Mittelrhein. In den 1930er Jahren malte er in Greetsiel und an der übrigen ostfriesischen und niederländischen Küste, in Büsum und auf Hallig Hooge. 1942 heiratete er Marie Tjaden aus Emden. Das Paar bekam zwei Söhne. Im März 1945 wurde sein Atelier in Rees zerstört. Im Sommer 1945 gehörte er zu den Gründern der Künstlergruppe „Die Niederrheiner“, die 1946 und 1947 Ausstellungen in Dinslaken, Emmerich und Wesel veranstaltete. In der Nachkriegszeit unternahm er Studienreisen gemeinsam mit Walter Heimig, unter anderem in den Westerwald, in die Eifel und nach Ostfriesland. 1960 bereiste er das Berchtesgadener Land und den Tegernsee. Nach einer schweren Erkrankung, deren erste Anzeichen sich 1966 gezeigt hatten, verstarb er im Alter von 73 Jahren in Rees.

## Werk
Scholten schuf Landschaften in lyrischen Stimmungen, vorzugsweise in Öl und in Aquarell, aber auch als Kaltnadelradierung. Intensiv beschäftigte er sich mit dem Niederrhein, den Mittelgebirgen und der Nordseelandschaft, später auch mit dem Hochgebirge in Bayern. Seine Bilder befinden sich überwiegend in Privatbesitz, einige im Scholten-Zimmer des Koenraad-Bosman-Museums in Rees.
Während seiner Zeit in Berlin erstellte er seine Werke mit verschiedensten Techniken. Darin ist bemerkbar, dass er von Paul Vorgang unterrichtet wurde. Er malte auch noch Porträts, wie sie im 19. Jahrhundert üblich waren. In anderen Werken erkennt man beim Blick auf die Bildthemen den Einfluss von Liebermann, Slevogt und Corinth. Auch ihm ging es viel um die Darstellung des Arbeiters, besonders ist jedoch seine Auffassung von Händen, Gesichtern und Haltungen. Es stand nicht die Repräsentation im Vordergrund, sondern das Wesen der Abgebildeten sollte vermittelt werden. So kam es auch, dass seine Personen nicht immer ein Gesicht oder erkennbare Mimik haben, Scholtens Fokus lag auf der Darstellung der hingebungsvoll verrichteten Arbeit.
In den 1920er Jahren fing Scholten viele Reeser Szenen und Motive aus Dörfern und Kleinstädten von Eifel und Westerwald ein. Im Laufe der Zeit wurden diese Darstellungen aber immer weniger und Scholten wandte sich stillen Orten und Landschaften zu. Die Personen, die hier hin und wieder auftauchen, sind eins mit der Landschaft und stechen nicht heraus. Es zeigt auch, wie Scholten sich mit der Natur verbunden fühlte. Mit Beginn seiner Reisen nach Ostfriesland und ans Meer lässt sich eine Veränderung in seinem Malstil feststellen. In den 1940er Jahren werden die Farben seiner Aquarelle immer durchsichtigerer, und auch die Menschen verschwinden komplett aus seinen Werken. So sind die Bilder seit dieser Zeit auf die Stimmung ausgerichtet, die sie vermitteln, und wirken fast lyrisch. Ein weiteres Merkmal für seine Arbeiten ist, dass er die Aquarelle nicht mit Bleistift vorzeichnete und seine Aquarelle seinen Ölgemälden in der Feinheit kaum nachstanden. In den Ölbildern hatte er viele Nuancen und seine Aquarelle scheinen durch englische Landschaftsmalerei inspiriert gewesen zu sein.

## Ausstellungen

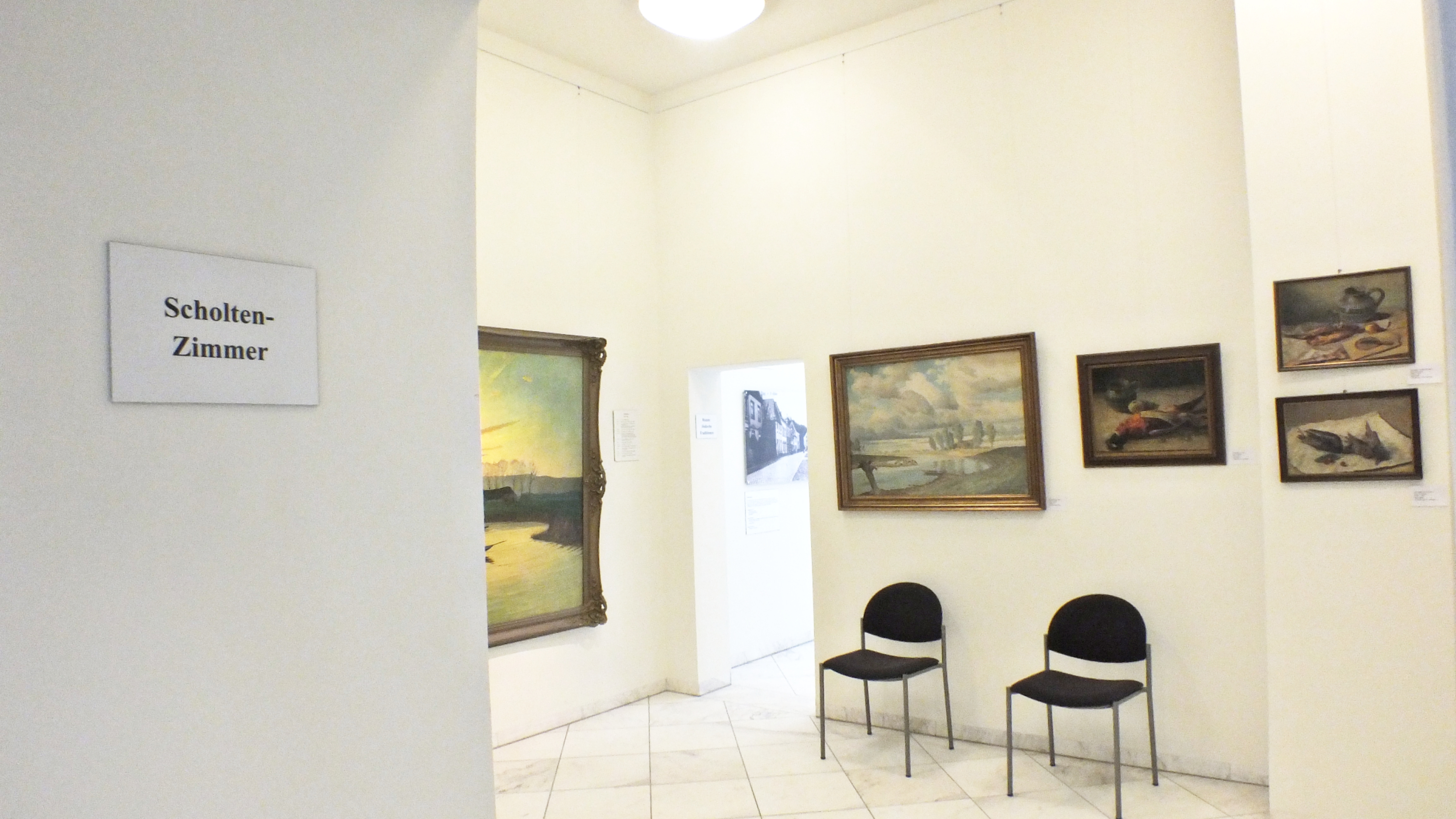
Blick ins „Scholten-Zimmer“

Zu Lebzeiten gab es eigene Ausstellungen seiner Bilder, aber auch danach wurden Ausstellungen zu ihm und seinem Werk abgehalten. Die erste Ausstellung mit seinen Bildern war zusammen mit Werken von Bernd Schulte im Haus der Kunst in Mönchengladbach im Jahr 1934. Nach den Ausstellungen mit der Gruppe „Die Niederrheiner“ gab es noch eine Einzelausstellung Scholtens in Viersen 1953. Wegen des großen Aufwandes und den hohen Kosten blieb es schließlich bei der einen. Bis zu seinem Tod nahm er an keinen Ausstellungen mehr teil. Nach seinem Tod wurden 1974 im Rahmen einer Gedächtnisausstellung für ihn im Rathaus in Rees Bilder ausgestellt. Als permanente Ausstellung ist das „Scholten-Zimmer“ seit 2011 fester Bestandteil des Koenraad-Bosman-Museums.

## Ehrungen
2001 wurde in seiner Heimatstadt Rees die Hein-Scholten-Straße nach ihm benannt.